# シークエスト
『シークエスト』（原題：SeaQuest DSV）はアメリカ合衆国のSFテレビドラマ。製作総指揮にスティーヴン・スピルバーグが当たった海洋SFアドベンチャードラマ。
第2シリーズ（邦題：シークエスト2）・第3シリーズ（原題：seaQuest 2032）がある。
日本では、1996年8月5日から1997年1月13日まで日本テレビにて月曜26:45 - 27:40に放送された。日本で放送されたのは第2シリーズまで。

## 概要
西暦2018年、UEO（地球連合海洋機構）の主力潜水艦シークエストがついに完成。しかし、艦長に人材を得ることができなかった。UEO幹部であるノイス提督は、シークエストの設計者で現在は孤島に隠棲しているブリッジャー元大佐に艦長就任を依頼する。その頃、海賊船デルタが海を荒し回っていた。デルタの指揮を執るのは元シークエスト艦長でブリッジャーの教え子でもあったスターク。その目的は、シークエストをおびき出して破壊することにあった…

## 登場人物／キャスト
第1シリーズ
- ネイサン・ブリッジャー艦長（ロイ・シャイダー）
主力潜水艦シークエストの艦長。
- ジョナサン・フォード中佐（ドン・フランクリン）
シークエストの副長。
- ルーカス・ウォレンチャック（ジョナサン・ブランディス）
コンピューター解析主任。スタンフォード大学を優等で卒業。専門は人工知能の応用科学。教育の場としてシークエストに乗り込む。
- ドクター・ウエストファレン（ステファニー・ビーチャム）
医療主任。海洋学者でもありシークエストに乗込んでいる科学チームのリーダー。
- ヒッチコック少佐（ステイシー・ハイダック）
戦術士官でありチーフ・エンジニア。クレイグ大尉の妻。
- クレイグ大尉（ジョン・ダキーノ）
物資調達担当。ヒッチコック少佐の夫。
- オニール（テッド・ライミ）
通信士官。12ヶ国語を操ることができる。
- オーティス（マルコ・サンチェス）
センサー主任。
- クロッカー（ロイス・D・アップルゲート）
保安部長。
- ダーウィン（声：フランク・ウェルカー）
イルカ。ブリッジャーとは手話でダーウィンと会話していたが、ルーカスが開発した装置により言葉での会話が可能になる。

第2シリーズ
- ネイサン・ブリッジャー艦長（ロイ・シャイダー）
- ジョナサン・フォード中佐（ドン・フランクリン）
- ルーカス・ウォレンチャック（ジョナサン・ブランディス）
- オニール（テッド・ライミ）
- オーティス（マルコ・サンチェス）
- ジェームズ・ブロディ大尉（エドワード・カー）
保安・戦術士官。
- ドクター・ウェンディ・スミス（ロザリンド・アレン）
医療部長。精神科医でテレパス。
- トニー・ピッコロ上等兵（マイケル・デルイーズ）
操舵士。上官を殴り刑務所にいたがUEOの実験に志願し、人工エラを付けることで早期釈放となりシークエストへ。
- ロニー・ヘンダーソン少尉（キャシー・エビスン）
操舵士/チーフ・エンジニア。実家はソーラーステーション。
- ダグウッド（ピーター・デルイーズ）
清掃係。人造人間＜αモデル・K＞。ピッコロ役のマイケル・デルイーズは弟。
- ダーウィン（声：フランク・ウェルカー）

## 日本語吹替キャスト
- ネイサン・ブリッジャー艦長：阪脩
- ジョナサン・フォード中佐：大川透
- ルーカス・ウォレンチャック：石田彰
- ドクター・ウエストファレン：野沢由香里
- ヒッチコック少佐：湯屋敦子
- クレイグ大尉：田中正彦
- オニール：入江崇史　※1・2話は清水明彦
- オーティス：松本保典
- クロッカー：辻親八
- ダーウィン：小形満

## スタッフ
参照宇宙船YB 1997, p. 72
- 制作 - アンブリンテレビジョン、ユニバーサルテレビジョン
- 製作総指揮 - スティーヴン・スピルバーグ、デビット・J・パーク
- 科学監修 - ロバート・バラード

## サブタイトルリスト
参照宇宙船YB 1997, p. 72
| 話数   | 日本放送日    | 邦題                   | 原題                          |
| ------ | ------------- | ---------------------- | ----------------------------- |
| 第1話  | 1996年 8月5日 | シークエスト号 発進！  | To Be or Not to Be            |
| 第2話  | 8月12日       | 深海の熱水噴出孔       | The Devil's Window            |
| 第3話  | 8月19日       | 超能力者の極秘使命     | Treasures of the Mind         |
| 第4話  | 8月26日       | ゲームの達人           | Games                         |
| 第5話  | 9月2日        | トンガ海溝に眠る宝     | Treasures of the Tonga Trench |
| 第6話  | 9月9日        | 海底の子供たち         | Brothers and Sisters          |
| 第7話  | 9月16日       | 宇宙基地リベルテの謎   | Give Me Liberté               |
| 第8話  | 9月23日       | 幽霊船に潜む黒い愛     | Knight of Shadows             |
| 第9話  | 9月30日       | 海底の落とし穴         | Bad Water                     |
| 第10話 | 10月7日       | 生きていた闇商人       | The Regulator                 |
| 第11話 | 10月14日      | 海底鉱山からのSOS      | seaWest                       |
| 第12話 | 10月21日      | 天才ハッカーの陰謀     | Photon Bullet                 |
| 第13話 | 10月28日      | 火星から海底への帰還   | Better Than Martians          |
| 第14話 | 11月4日       | 巨大潜水艦乗っ取り作戦 | Nothing But the Truth         |
| 第15話 | 11月11日      | 海底大噴火             | Greed For a Pirate's Dream    |
| 第16話 | 11月18日      | 北海の密漁             | Whale Song                    |
| 第17話 | 11月25日      | 高速潜水艇レース       | The Stinger                   |
| 第18話 | 12月2日       | 悪魔の襲来             | Hide and Seek                 |
| 第19話 | 12月9日       | 海底サミット           | The Last Lap at Luxury        |
| 第20話 | 12月16日      | 深海1万メートルの人魚  | Abalon                        |
| 第21話 | 12月23日      | UFO海底に出現          | Such Great Patience           |
| 第22話 | 1997年 1月6日 | 虐殺の町からの脱出     | The Good Death                |
| 第23話 | 1月13日       | 世界水没の危機         | Higher Power                  |